# Wielhorski Hrabia
Wielhorski Hrabia – polski herb hrabiowski, odmiana herbu Kierdeja nadany wraz z tytułem w Galicji.

## Opis herbu
Opis stworzony zgodnie z klasycznymi zasadami blazonowania:
Tarcza dzielona w słup, z prawej w polu błękitnym trzy lilie w słup, pole lewe czerwone. Na tarczy korona hrabiowska, nad którą hełm w koronie z klejnotem: trzy pióra strusie: błękitne, srebrne i czerwone. Labry: z prawej błękitne, z lewej czerwone podbite srebrem.

## Najwcześniejsze wzmianki
Nadany z galicyjskim tytułem hrabiowskim (hoch-und wohlgeboren, graf von) 27 lutego 1787 Michałowi Wielhorskiemu. Podstawą nadania tytułu był domicyl oraz wierność domowi cesarskiemu.

## Herbowni
Jedna rodzina herbownych:
graf von Wielhorski.